# Chen Lin (Badminton)
Chen Lin (chinesisch 陈林, Pinyin Chén Lín, * 7. März 1977 in Zhuzhou) ist eine ehemalige chinesische Badmintonspielerin.

## Karriere
Chen Lin gewann 1998 die Hong Kong Open im Damendoppel mit Jiang Xuelian. In der gleichen Saison waren sie auch bei den German Open erfolgreich. 2000 siegte sie mit Chen Qiqiu bei den Denmark Open. Ein Jahr später erkämpfte sie sich mit Bronze bei der Weltmeisterschaft im Doppel, erneut mit Jiang Xuelian, ihren größten Erfolg.

## Sportliche Erfolge
| Veranstaltung | Saison            | Disziplin   | Platz | Name                     |
| ------------- | ----------------- | ----------- | ----- | ------------------------ |
| 1998          | Hong Kong Open    | Damendoppel | 1     | Chen Lin / Jiang Xuelian |
| 1999          | German Open       | Damendoppel | 1     | Chen Lin / Jiang Xuelian |
| 1999          | China Open        | Damendoppel | 3     | Chen Lin / Jiang Xuelian |
| 1999          | Hong Kong Open    | Mixed       | 2     | Chen Lin / Guo Siwei     |
| 1999          | Hong Kong Open    | Damendoppel | 1     | Chen Lin / Jiang Xuelian |
| 1999          | Dutch Open        | Damendoppel | 1     | Chen Lin / Jiang Xuelian |
| 1999          | Dutch Open        | Mixed       | 1     | Chen Qiqiu / Chen Lin    |
| 1999          | Denmark Open      | Damendoppel | 2     | Chen Lin / Jiang Xuelian |
| 2000          | Polish Open       | Mixed       | 1     | Chen Qiqiu / Chen Lin    |
| 2000          | Thailand Open     | Mixed       | 3     | Chen Qiqiu / Chen Lin    |
| 2000          | Japan Open        | Damendoppel | 3     | Chen Lin / Jiang Xuelian |
| 2000          | Dutch Open        | Mixed       | 1     | Chen Qiqiu / Chen Lin    |
| 2000          | Denmark Open      | Damendoppel | 1     | Chen Lin / Jiang Xuelian |
| 2001          | Weltmeisterschaft | Damendoppel | 3     | Chen Lin / Jiang Xuelian |
| 2001          | China Open        | Mixed       | 1     | Liu Yong / Chen Lin      |
| 2002          | China Open        | Damendoppel | 3     | Chen Lin / Jiang Xuelian |